# اندیس کوه چهار گنبد
کوه چهار گنبد یک اندیس مصالح ساختمانی است که در حوالی شهر زواره استان اصفهان قرار دارد و مادهٔ معدنی موجود در آن، سنگ تزئینی است.  